# Etappenbausatz
Unter dem Ausdruck Etappenbausatz oder Modellbausammelreihe, ans Englische angelehnt auch Partwork genannt, versteht man ein in regelmäßigen Abständen erscheinendes Sammelwerk zu einem Selbstbauprojekt, typischerweise eine Magazinreihe, deren Einzelausgaben neben Bauanleitung wie auch themennahen Artikeln je ein bzw. mehrere Modellbauteile für ein Selbstbauprojekt beiliegen.
Varianten dieses Konzepts sind Modellsammelreihen, deren Begleitmagazinen pro Ausgabe ein zum Thema passendes Sammelobjekt des Sammelgebiets, ein digitales Medium (CD, DVD) oder Bastelmaterial wie Stempel oder Negativformen für kreatives Arbeiten beiliegt.
Nach einer, bereits zum Beginn der Sammelserie bekannten, endlichen Anzahl Ausgaben ist das Modellbauobjekt, die Sammlung oder das Thema vollständig abgeschlossen. Etappenbausätze können 140 Magazine bzw. Bauabschnitte umfassen.
Aktuelle Anbieter sind „De Agostini Publishing“, ein Unternehmen der italienischen „DeAgostini S.p.A.“, und „Hachette Collections SNC“, ein französisches Tochterunternehmen des Verlagshauses Hachette Livre. 
In den 1980er Jahren gab es „Gerard - Labor für Feingusstechnik“ aus Wien, das metallene Etappenbausätze mit Teilen aus Messingguss und mit Messingätzungen anbot.